# UFC on FOX 18
UFC on FOX 18: Johnson vs. Bader（ユーエフシー・オン・フォックス・エイティーン：ジョンソン・バーサス・ベイダー）は、アメリカ合衆国の総合格闘技団体「UFC」の大会の一つ。2016年1月30日、ニュージャージー州ニューアークのプルデンシャル・センターで開催された。

## 大会概要
本大会ではアンソニー・ジョンソンとライアン・ベイダーによるライトヘビー級王座挑戦者決定戦が組まれた。
キャリア6戦全勝のROCウェルター級王者ランディ・ブラウンがUFCデビュー。

### カード変更
負傷などによるカードの変更は以下の通り。
- ジョアキン・シウバ → カルロス・ディエゴ・フェレイラ（第8試合）

- アンドリュー・ホルブルック → ブライアン・バーバリーナ（第10試合）

## 試合結果

### アーリープレリム
第1試合 ライト級ワンマッチ 5分3R
○  トニー・マーティン vs.  フィリップ・オリビエリ ×
3R 3:02 TKO（リアネイキドチョーク）
第2試合 フェザー級ワンマッチ 5分3R
△  デイモン・ジャクソン vs.  レヴァン・マカシュヴィリ △
3R終了 判定1-0（29-27、28-28、28-28）
第3試合 ウェルター級ワンマッチ 5分3R
○  ランディ・ブラウン vs.  マット・ドワイヤー ×
3R終了 判定3-0（29-28、29-28、29-28）

### プレリミナリーカード
第4試合 フェザー級ワンマッチ 5分3R
○  アレックス・カサレス vs.  マシオ・フーレン ×
3R終了 判定3-0（30-27、30-27、30-27）
第5試合 ウェルター級ワンマッチ 5分3R
○  アレクサンドル・ヤコヴレフ vs.  ジョージ・サリヴァン ×
1R 3:59 KO（右フック）
第6試合 フライ級ワンマッチ 5分3R
○  ウィルソン・ヘイス vs.  ダスティン・オーティス ×
3R終了 判定3-0（30-27、30-27、30-27）
第7試合 ミドル級ワンマッチ 5分3R
○  ハファエル・ナタウ vs.  ケビン・ケーシー ×
3R 3:37 TKO（マウントパンチ）
第8試合 ライト級ワンマッチ 5分3R
○  ディエゴ・フェレイラ vs.  オリヴィエ・オービン＝メルシエ ×
3R終了 判定3-0（29-28、29-28、30-27）
第9試合 ウェルター級ワンマッチ 5分3R
○  タレック・サフィジーヌ vs.  ジェイク・エレンバーガー ×
3R終了 判定3-0（29-28、29-28、29-28）

### メインカード
第10試合 ウェルター級ワンマッチ 5分3R
○  ブライアン・バーバリーナ vs.  セージ・ノースカット ×
2R 3:06 肩固め
第11試合 バンタム級ワンマッチ 5分3R
○  ジミー・リベラ vs.  ユーリ・アルカンタラ ×
3R終了 判定3-0（29-28、29-28、29-28）
第12試合 ヘビー級ワンマッチ 5分3R
○  ベン・ロズウェル vs.  ジョシュ・バーネット ×
2R 3:48 ゴゴチョーク
第13試合 ライトヘビー級王座挑戦者決定戦 5分5R
○  アンソニー・ジョンソン vs.  ライアン・ベイダー ×
1R 1:26 KO（パウンド）
※ジョンソンが挑戦権獲得に成功。

### 各賞
ファイト・オブ・ザ・ナイト： ジミー・リベラ vs. ユーリ・アルカンタラ
パフォーマンス・オブ・ザ・ナイト： アンソニー・ジョンソン、ベン・ロズウェル
各選手にはボーナスとして5万ドルが支給された。